# 中村翫右衛門 (3代目)
三代目 中村 翫右衛門（なかむら かんえもん、1901年〈明治34年〉2月2日 - 1982年〈昭和57年〉9月21日）は、歌舞伎役者。前進座創立者の1人。本名は三井金次郎。父は二代目中村翫右衛門。兄は三代目中村仲助。子は四代目中村梅之助。孫は二代目中村梅雀。妻は落語家の二代目談洲楼燕枝の娘。

## 来歴

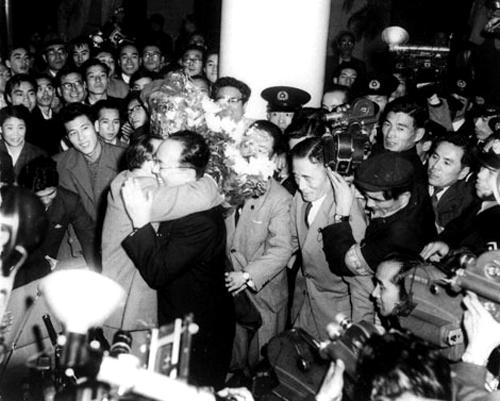
「凱旋帰国」
----
「一時亡命」先の中国・北京から3年ぶりに帰国した三代目中村翫右衛門（右・眼鏡・濃紺）と、出迎える四代目河原崎長十郎（花束・グレー）はじめ前進座団員一同。
1955年（昭和30年）11月6日、羽田空港にて。

1906年（明治39年）、東京浅草の小芝居小屋「柳盛座」にて『山姥』の烏天狗役で初舞台を踏む。座長は父親の梅の助（梅雀のち中村翫右衛門 (2代目)）。
1911年（明治44年）、父親とともに五代目中村歌右衛門の門弟となり三代目中村梅之助を名乗る。
1920年（大正9年）、歌舞伎座で名題昇進、三代目中村翫右衛門を襲名。
1928年（昭和3年）、談洲楼燕枝 (2代目)の娘・町田春子と結婚。
1929年（昭和4年）、小芝居出身ゆえ出世や稼ぎは望めないという苦しい生活の中、東京左翼劇場の主宰者・村山知義の講演に触発され、仲間と俳優機関誌『劇戦』を創刊。旧態依然とした歌舞伎界を批判して松竹を脱退。師匠から破門。二代目市川猿之助の「春秋座」に参加する。
1931年（昭和6年）、四代目河原崎長十郎、五代目河原崎國太郎などとともに前進座を結成、中心俳優となる。歌舞伎をベースとした新しい演劇を目指す一方、映画にも出演、山中貞雄監督の『街の入墨者』『河内山宗俊』『人情紙風船』などに出演する。
戦後は座員ともども日本共産党に入党。しかし、連合国占領下の当時の日本には、マッカーサー指令によるレッド・パージが広がり、興行が弾圧されるようになる。
1952年（昭和27年）、北海道公演で、赤平町（現・赤平市）で会場に押さえておいた小学校の体育館が当日になって使えなくなる騒動が勃発。小学校職員と劇団員が揉めた結果に怪我人が出て、傷害・器物破損の容疑で逮捕状が出た。翫右衛門はこれから逃げるかたちで中国へ亡命した（赤平事件）。
1955年（昭和30年）、三年ぶりに帰国。「凱旋帰国」と報じられる。
1968年（昭和43年）、長十郎が除名され、この後は文字通り前進座のリーダーとして八面六臂の活躍を見せた。
1982年（昭和57年）9月21日死去。墓所は多磨霊園。

## 人物
台詞回しの上手さと切れのある芸風で重厚な芸の長十郎と対照の妙を見せていた。丸本物では『傾城反魂香』の絵師又平、『平家女護島』の俊寛、時代物では『勧進帳』の富樫、世話物では、『新皿屋舗月雨暈』の魚屋宗五郎、『神明恵和合取組』のめ組の辰五郎、『東山桜荘子』の佐倉宗吾。『文七元結』の長兵衛、新作では『巷談本牧亭』の桃川燕雄、『御浜御殿綱豊卿』の富森、などが当たり役。息子の四代目中村梅之助が主演したテレビドラマ『遠山の金さん捕物帳』では、河内山宗俊を演じた。
映画界では歌舞伎界と区別して、本名の「三井さん」で呼ばれた。1936年の映画『河内山宗俊』（山中貞雄監督）での浪人金子市之丞の「跛行で常に爪楊枝を銜え、胸に爪楊枝をたくさん刺している」というキャラクターは、翫右衛門のアイディアだった。稲垣浩によると、山中監督もこれには「三井くんは偉い役者や」と感心していたという。
1936年の『股旅千一夜』（稲垣浩監督）で競馬の場面があった。阪東妻三郎も大河内傳次郎も乗馬は得意ではなかったことから、稲垣は「どうせ歌舞伎役者だから馬には乗れまい」と吹替えを用意したものの、馬がどうしてもスタントマンの言うことを聞かなかった。このとき、翫右衛門本人が「僕にやらせてもらえませんか」と名乗り出て、見事この乗馬シーンを演じきって見せた。翫右衛門によると、子供の頃に馬に乗って歌舞伎座の楽屋入りをしたことがあるほど乗馬術には長けていたのである。ところが映画を観た批評家たちはこれを翫右衛門本人とは思わず、「あの吹替えは見事だ、まるで本人が乗っているほど、少しも分らなかった」と見当違いの称賛を浴びせたという。これには稲垣も「クサったのは翫右衛門と僕である」と述懐している。

## 出演作

### 映画

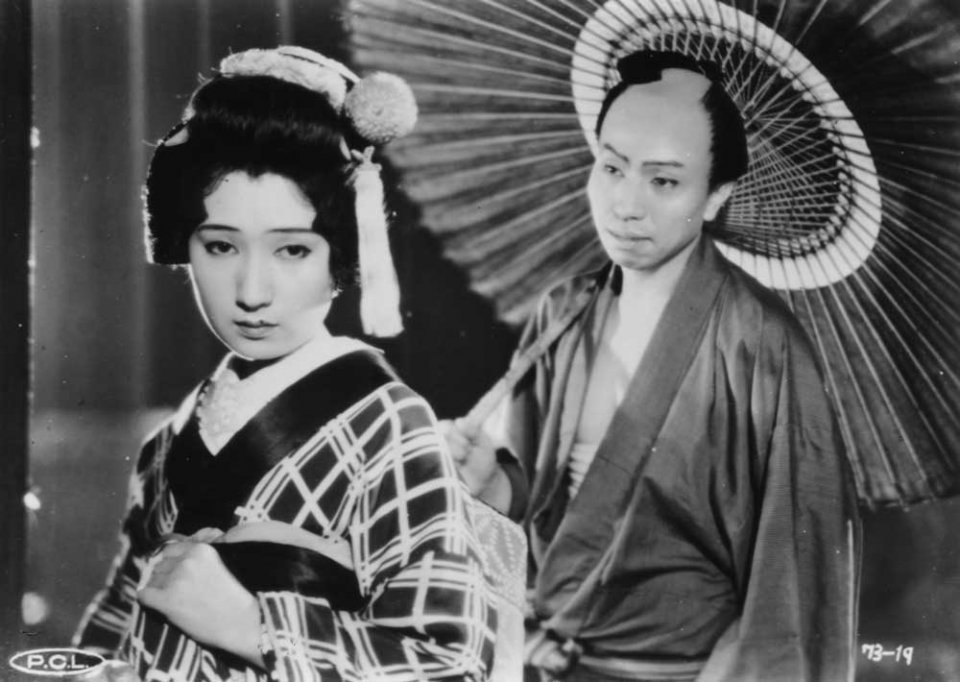
『人情紙風船』（1937年）

- 街の入墨者（1935年）監督・山中貞雄。三次郎役。フィルムは現存せず
- 河内山宗俊（1936年）監督・山中貞雄。金子市之丞役。DVDあり
- 戦国群盗伝 前後篇（1937年）監督・滝沢英輔。甲斐六郎役。
- 人情紙風船（1937年）監督・山中貞雄。髪結新三役。DVDあり
- 大日向村（1940年）監督・豊田四郎。
- 元禄忠臣蔵 前後篇（1941〜1942年）監督・溝口健二。富森助右衛門役。DVDあり
- 宮本武蔵（1944年）監督・溝口健二。佐々木小次郎役。ビデオあり
- どっこい生きてる（1951年）監督・今井正。花村役。DVDあり
- 箱根風雲録（1952年）監督・山本薩夫。蒲生玄藩役。DVDあり
- 無宿人別帳（1963年）監督・井上和男。清兵衛役。DVDあり
- 怪談（1964年）監督・小林正樹。第4エピソード「茶碗の中」主役の武士関内。DVDあり
- 風林火山（1969年）監督・稲垣浩。板垣信方役。DVDあり
- 天狗党 (1969年)
- 新選組 三船プロ ... 勝安房1969.12.05
- いのちぼうにふろう（1971年）監督・小林正樹。幾造役。
- 軍旗はためく下に（1972年）監督・深作欣二、原作・結城昌治。千田武雄役。ビデオあり

### ドラマ
- 三匹の侍（1968年）テレビドラマ。第6シリーズ 第9話「逃散」治兵衛役。
- 天と地と（1969年）テレビドラマ。斎藤道三役。
- 柳生十兵衛（1970年）テレビドラマ。第4話「剣と槍」宝蔵院胤舜役。
- 男は度胸（1970年、NHK）テレビドラマ。- 大石内蔵助役。
- 遠山の金さん捕物帳（1970年 - 1973年、NET / 東映） - 春海役。
  - 第8話「天下を狙う男」（1970年） - 高田半兵衛役。
  - 第75話「うっちゃられた男」（1971年）
  - 第77話「人形にされた女」（1971年）
  - 第92話「幽霊にされた女」（1972年）
  - 第96話「おかげ参りの女」（1972年）
  - 第116話「坊主が惚れた女」（1972年）
- 座頭市物語（1974年10月3日、フジテレビ）テレビドラマ　第１話「のるかそるかの正念場」　山源一家　辰蔵役
- 伝七捕物帳（1974年、日本テレビ）第44話「忍ぶ涙の男伊達」鳥越の文五郎役

- 大忠臣蔵（1971年）テレビドラマ。天野屋利兵衛役。
- 夫婦旅日記 さらば浪人 （1976年）テレビドラマ。自然役。
- 横溝正史シリーズ 獄門島（1977年）テレビドラマ。演出・斎藤光正。了然役。DVDあり
- 松本清張シリーズ 天城越え（1978年、NHK総合）テレビドラマ。演出・和田勉。田島老人役。DVDあり
- 修羅の旅して（NHK、1979年10月28日） - 政友
- 若き日の北條早雲（1980年）テレビドラマ。風魔の弥造役。

## 主な著作
- 『愛人の記』（三一書房、1958年）
- 『人生の半分 中村翫右衛門自伝』（全2冊、筑摩書房、1959年）
- 『芸話　おもちゃ箱』（朝日新聞社、1970年 / 朝日選書、1982年）
- 『演技自伝』（未來社、1973年）
- 『歌舞伎の演技』（未來社、1974年）
- 『劇団五十年　わたしの前進座史』（未來社、1980年）